# 凯恩号哗变
《凯恩号哗变》（The Caine Mutiny）是1952年普利策奖小说类获奖作品，作者是赫尔曼·沃克。这篇小说来源于作者在二战中在两艘扫雷驱逐舰上服役的真实经历，主要探讨当漂泊在大洋上时，舰长和船员们的道德和伦理。名称中的“哗变”是法律意义上的，而不是暴力的，其真实发生于1944年的颱風眼鏡蛇中。

## 畅销程度
《凯恩号哗变》于1951年8月12日登上纽约时报畅销书排行榜榜首，并连续占据榜首长达17周。在1952年5月25日，该书重登榜首，并继续占据该位置长达15周。该书挤入畅销书排行榜共计122周。

## 创作背景
沃克在第二次世界大战期间，曾在两艘美国海军扫雷驱逐舰上服役过。这两艘扫雷驱逐舰由一战期间服役的克莱蒙森级驱逐舰改装而成，分别是赞恩号驱逐舰和苏哈德号驱逐舰。这篇小说中的人物和情节基本上属于自传体性质。比如基弗（Keefer）和威利（Willie）这两个角色的原型是沃克服役期间接触过的战友。

## 作品改编
1954年，该小说被哥伦比亚电影公司搬上银幕，制作成同名电影。这部电影由亨弗莱·鲍嘉饰演主角奎格船长。这一角色的成功出演为鲍嘉赢得了个人第三次也是最后一次奥斯卡奖提名。
随着小说的成功，沃克把它改编成两幕话剧，命名为《凯恩号哗变：法庭激辩》。这部话剧由查尔斯·劳顿导演，并于1954年首次搬上百老汇的话剧舞台，之后又曾两次在百老汇上演。

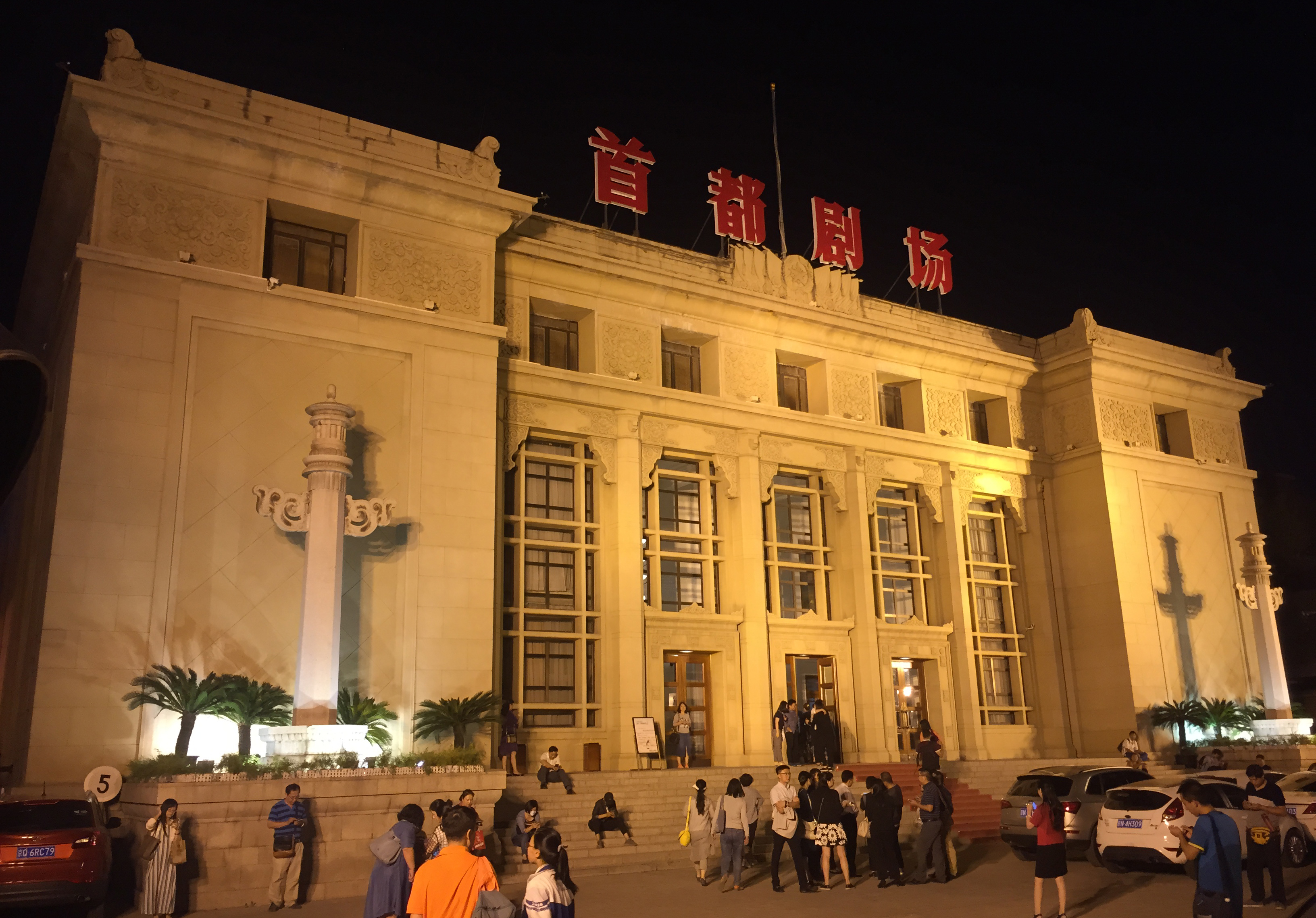
首都剧场自1956年起成为北京人民艺术剧院的专用剧场.

沃克改编的两幕话剧在1988年由英若诚翻译成中文。英若诚邀请查尔顿·赫斯顿导演将其于1988年10月18日首次搬上北京人民艺术剧院的舞台。之后该剧曾多次在北京人艺上演（2006年、2007年、2009年、2012年、2018年和2022年）。2024年10月，北京人民艺术剧院特地來上海演出這部話劇。
美國導演威廉·佛雷金根據《凱恩號嘩變》的話劇改編同名電影，於2023年9月3日在第80屆威尼斯影展首映，10月6日上架串流影音平台派拉蒙+。相较于原作，电影的故事发生在近现代的波斯湾，而非原著的二战。由於導演威廉·佛雷金因病於2023年8月7日在美國洛杉磯去世，此片成為了佛雷金的遺作。